# Pseudodiopsis
Pseudodiopsis är ett släkte av tvåvingar. Pseudodiopsis ingår i familjen Diopsidae.
Kladogram enligt Catalogue of Life:
| Pseudodiopsis | \| \| Pseudodiopsis bipunctipennis \| \| \| \| \| \| Pseudodiopsis detrahens \| \| \| \| |
|               | \| \| Pseudodiopsis bipunctipennis \| \| \| \| \| \| Pseudodiopsis detrahens \| \| \| \| |
|               | Centrioncus                                                                              |
|               |                                                                                          |
|               | Cladodiopsis                                                                             |
|               |                                                                                          |
|               | Cyrtodiopsis                                                                             |
|               |                                                                                          |
|               | Diasemopsis                                                                              |
|               |                                                                                          |
|               | Diopsina                                                                                 |
|               |                                                                                          |
|               | Diopsis                                                                                  |
|               |                                                                                          |
|               | Eosiopsis                                                                                |
|               |                                                                                          |
|               | Eurydiopsis                                                                              |
|               |                                                                                          |
|               | Sphyracephala                                                                            |
|               |                                                                                          |
|               | Teleopsis                                                                                |
|               |                                                                                          |
|               | Teloglabrus                                                                              |
|               |                                                                                          |
|               | Pseudodiopsis bipunctipennis                                                             |
|               |                                                                                          |
|               | Pseudodiopsis detrahens                                                                  |
|               |                                                                                          |

|  | Pseudodiopsis bipunctipennis |
|  |                              |
|  | Pseudodiopsis detrahens      |
|  |                              |